# Tripyla gracilis
Tripyla gracilis is een rondwormensoort uit de familie van de Tripylidae.